# Manoel João Francisco
Manoel João Francisco (* 5. September 1946 in Navegantes, Santa Catarina, Brasilien) ist ein brasilianischer Geistlicher und emeritierter römisch-katholischer Bischof von Cornélio Procópio.

## Leben
Manoel João Francisco studierte nach dem Besuch des Knabenseminars in Brusque zunächst Philosophie an der Universidade Federal do Paraná in Curitiba. Seine theologischen Studien absolvierte er in Curitiba und an der Päpstlichen Universität Gregoriana in Rom, wo er ein Lizenziat in Liturgiewissenschaft erwarb. Nach weiteren Studien wurde er am Päpstlichen Athenaeum Sant’Anselmo im Fach Liturgiewissenschaft zum Doctor theologiae promoviert. Am 8. Dezember 1973 empfing er das Sakrament der Priesterweihe für seine Heimatdiözese Florianópolis.
Nach verschiedenen Aufgaben in der Pfarrseelsorge wurde er Professor in Florianópolis und Direktor des Instituto Teológico de Santa Catarina.
Am 28. Oktober 1998 ernannte ihn Papst Johannes Paul II. zum Bischof von Chapecó. Der Erzbischof von Florianópolis, Eusébio Scheid SCJ, spendete ihm am 21. Februar 1999 die Bischofsweihe; Mitkonsekratoren waren der Weihbischof in Florianópolis, Vito Schlickmann, und der emeritierte Bischof von Chapecó, José Gomes. Papst Franziskus ernannte ihn am 26. März 2014 zum Bischof von Cornélio Procópio.
Am 22. Juni 2022 nahm Papst Franziskus das von Manoel João Francisco aus Altersgründen vorgebrachte Rücktrittsgesuch an.